# Salhans (Droma)
Saillans és un municipi francès situat al departament de la Droma i a la regió d'Alvèrnia-Roine-Alps. L'any 2007 tenia 1.006 habitants.

## Demografia

### Població
El 2007 la població de fet de Saillans era de 1.006 persones. Hi havia 469 famílies de les quals 178 eren unipersonals (69 homes vivint sols i 109 dones vivint soles), 127 parelles sense fills, 109 parelles amb fills i 55 famílies monoparentals amb fills.
La població ha evolucionat segons el següent gràfic:
Habitants censats

### Habitatges
El 2007 hi havia 809 habitatges, 475 eren l'habitatge principal de la família, 245 eren segones residències i 89 estaven desocupats. 660 eren cases i 147 eren apartaments. Dels 475 habitatges principals, 315 estaven ocupats pels seus propietaris, 142 estaven llogats i ocupats pels llogaters i 18 estaven cedits a títol gratuït; 5 tenien una cambra, 60 en tenien dues, 115 en tenien tres, 126 en tenien quatre i 169 en tenien cinc o més. 240 habitatges disposaven pel capbaix d'una plaça de pàrquing. A 248 habitatges hi havia un automòbil i a 153 n'hi havia dos o més.

### Piràmide de població
La piràmide de població per edats i sexe el 2009 era:
| Homes | Edats   | Dones |
| ----- | ------- | ----- |
| 4     | 95 o +  | 0     |
| 8     | 90 a 94 | 4     |
| 12    | 85 a 89 | 32    |
| 20    | 80 a 84 | 28    |
| 40    | 75 a 79 | 40    |
| 24    | 70 a 74 | 44    |
| 24    | 65 a 69 | 8     |
| 28    | 60 a 64 | 32    |
| 20    | 55 a 59 | 24    |
| 28    | 50 a 54 | 32    |
| 28    | 45 a 49 | 32    |
| 32    | 40 a 44 | 24    |
| 24    | 35 a 39 | 36    |
| 12    | 30 a 34 | 32    |
| 28    | 25 a 29 | 4     |
| 16    | 20 a 24 | 24    |
| 20    | 15 a 19 | 32    |
| 24    | 10 a 14 | 20    |
| 20    | 5 a 9   | 28    |
| 28    | 0 a 4   | 12    |

## Economia
El 2007 la població en edat de treballar era de 569 persones, 415 eren actives i 154 eren inactives. De les 415 persones actives 354 estaven ocupades (181 homes i 173 dones) i 61 estaven aturades (29 homes i 32 dones). De les 154 persones inactives 71 estaven jubilades, 34 estaven estudiant i 49 estaven classificades com a «altres inactius».

### Ingressos
El 2009 a Saillans hi havia 544 unitats fiscals que integraven 1.127,5 persones, la mediana anual d'ingressos fiscals per persona era de 16.120 €.

### Activitats econòmiques
Dels 72 establiments que hi havia el 2007, 4 eren d'empreses alimentàries, 2 d'empreses de fabricació de material elèctric, 4 d'empreses de fabricació d'altres productes industrials, 11 d'empreses de construcció, 13 d'empreses de comerç i reparació d'automòbils, 2 d'empreses de transport, 9 d'empreses d'hostatgeria i restauració, 1 d'una empresa d'informació i comunicació, 2 d'empreses immobiliàries, 6 d'empreses de serveis, 14 d'entitats de l'administració pública i 4 d'empreses classificades com a «altres activitats de serveis».
Dels 24 establiments de servei als particulars que hi havia el 2009, 1 era una gendarmeria, 1 oficina de correu, 2 tallers de reparació d'automòbils i de material agrícola, 5 paletes, 1 guixaire pintor, 2 lampisteries, 1 electricista, 1 empresa de construcció, 1 perruqueria, 6 restaurants, 2 agències immobiliàries i 1 tintoreria.
Dels 7 establiments comercials que hi havia el 2009, 2 eren botiges de menys de 120 m², 2 fleques, 1 una carnisseria, 1 una botiga de roba i 1 una botiga de mobles.
L'any 2000 a Saillans hi havia 22 explotacions agrícoles que ocupaven un total de 176 hectàrees.

## Equipaments sanitaris i escolars
L'únic equipament sanitari que hi havia el 2009 era una farmàcia.
El 2009 hi havia 1 escola maternal i 1 escola elemental.

## Poblacions més properes
El següent diagrama mostra les poblacions més properes.